# See 〜暗闇の世界〜
『See 〜暗闇の世界〜』（原題: See、シー）は、2019年から配信されているアメリカ合衆国のテレビドラマシリーズ。全人類が視覚を失った文明崩壊後の世界を描く。監督はフランシス・ローレンス、脚本はスティーヴン・ナイトが務め、ジェイソン・モモア、アルフレ・ウッダードらが出演した。第1シーズンは2019年11月1日からApple TV+のローンチタイトルとして全世界に配信された。本作は第2シーズンへの更新が決定している。

## あらすじ
遠い未来、ウイルスによって視覚を失った人類は、文明が崩壊した世界を細々と生き延びていた。そんな中、小さな部族を率いるババ・ヴォスのもとに、幻となっていた"見る力"を持つコフンとハニワの双子が生まれる。ババは視覚を恐れる女王から部族を守らなければならなくなる。

## キャスト

### メイン
※括弧内は日本語吹き替え
- ジェイソン・モモア - ババ・ヴォス (星智也)
- アルフレ・ウッダード - パリス (伊沢磨紀)
- シルヴィア・フークス - シベス・ケイン (田中理恵)
- ヘラ・ヒルマー - マグラ (山村響)
- クリスチャン・カマルゴ - タマクティ・ジュン (伊藤竜次)
- アーチー・マデクウィ - コフン(鈴木崚汰)
- ネスタ・クーパー（英語版） - ハニワ(安済知佳)
- ヤディラ・ゲバラ＝プリップ（英語版） - ボウ・ライオン（鹿野真央）
- エデン・エプスタイン - レン
- ホーン・リー（英語版） - トード（平林剛）
- トム・マイソン - ハーラン卿
- デイヴ・バウティスタ - エド・ヴォス (黒田崇矢)

### リカーリング
- モージャン・アリア（英語版） - Gether Bax
- リュック・ロデリーク - アルカ（清水優譲）
- タントゥー・カーディナル（英語版） - The Dreamer  (一柳みる)
- マリリー・トーキントン - スーター バックス（中村綾）
- ローレン・グレイジア（英語版） - Nyrie
- フランツ・ドラメー - Boots
- ティモシー・ウェッバー（英語版） - Cutter
- ジェシカ・ハーパー - Cora  (桜岡あつこ)

### ゲスト
- ジョシュア・ヘンリー - ジャーラマレル(宮内敦士)

## エピソード
| シーズン | 話数 | 話数 | 放送期間      | 放送期間       |
| シーズン | 話数 | 話数 | 初回放送      | 最終回放送     |
| -------- | ---- | ---- | ------------- | -------------- |
| 1        | 8    | 8    | 2019年11月1日 | 2019年12月6日  |
| 2        | 8    | 8    | 2021年8月27日 | 2021年10月15日 |
| 3        | 8    | 8    | 2022年8月26日 | 2022年10月14日 |

### シーズン1 (2019)
| 通算 話数 | タイトル                             | 監督                   | 脚本                                                    | 公開日         |
| --------- | ------------------------------------ | ---------------------- | ------------------------------------------------------- | -------------- |
| 1         | "神炎" "Godflame"                    | フランシス・ローレンス | スティーヴン・ナイト                                    | 2019年11月1日  |
| 2         | "瓶の中の伝言" "Message in a Bottle" | フランシス・ローレンス | スティーヴン・ナイト                                    | 2019年11月1日  |
| 3         | "新しい血" "Fresh Blood"             | フランシス・ローレンス | スティーヴン・ナイト Hadi Nicholas Deeb                 | 2019年11月1日  |
| 4         | "川" "The River"                     | Anders Engström        | スティーヴン・ナイト Hadi Nicholas Deeb                 | 2019年11月8日  |
| 5         | "プラスチック" "Plastic"             | Anders Engström        | スティーヴン・ナイト Soo Hugh                           | 2019年11月15日 |
| 6         | "絹" "Silk"                          | Stephen Surjik         | スティーヴン・ナイト, Jonathan E. Steinberg & Dan Shotz | 2019年11月22日 |
| 7         | "ラベンダーの道" "The Lavender Road" | フレッド・トーイ       | スティーヴン・ナイト Robert Levine                      | 2019年11月29日 |
| 8         | "啓蒙の家" "House of Enlightenment"  | サリー・リチャードソン | スティーヴン・ナイト Jonathan Tropper                   | 2019年12月6日  |

### シーズン2 (2021)
| 通算 話数 | タイトル                                    | 監督                                | 脚本             | 公開日         |
| --------- | ------------------------------------------- | ----------------------------------- | ---------------- | -------------- |
| 9         | "兄弟たちと姉妹たち" "Brothers and Sisters" | Simon Cellan-Jones                  | Jonathan Tropper | 2021年8月27日  |
| 10        | "永遠に" "Forever"                          | Frederick E.O. Toye Anders Engström | Stephen Tolkin   | 2021年9月3日   |
| 11        | "コンパス" "The Compass"                    | Frederick E.O. Toye Anders Engström | Shelley Meals    | 2021年9月10日  |
| 12        | "魔術師狩り" "The Witchfinder"              | Anders Engström                     | Jennifer Yale    | 2021年9月17日  |
| 13        | "夕餉の宴" "The Dinner Party"               | Anders Engström                     | Kirsa Rein       | 2021年9月23日  |
| 14        | "一角獣の真実" "The Truth About Unicorns"   | Anders Engström                     | Nelson Greaves   | 2021年10月1日  |
| 15        | "女王の演説" "The Queen's Speech"           | Anders Engström                     | Jamie Chan       | 2021年10月8日  |
| 16        | "おやすみ" "Rock-a-Bye"                     | Anders Engström                     | Jonathan Tropper | 2021年10月15日 |

### シーズン3 (2022)
| 通算 話数 | タイトル                                      | 監督            | 脚本                                            | 公開日         |
| --------- | --------------------------------------------- | --------------- | ----------------------------------------------- | -------------- |
| 17        | "女王の苦悩" "Heavy Hangs the Head"           | Anders Engström | Jonathan Tropper Jennifer Yale                  | 2022年8月26日  |
| 18        | "裏切り" "Watch Out for Wolves"               | Anders Engström | Kate Erickson Jennifer Yale                     | 2022年9月2日   |
| 19        | "ここは君の土地" "This Land Is Your Land"     | Anders Engström | Adam Stein Jonathan Tropper                     | 2022年9月9日   |
| 20        | "嵐" "The Storm"                              | Anders Engström | Dagny Looper Nelson Greaves                     | 2022年9月16日  |
| 21        | "啓蒙の家、再び" "The House of Enlightenment" | Anders Engström | Adam Benic Jennifer Yale                        | 2022年9月23日  |
| 22        | "ローランド地帯" "The Lowlands"               | Anders Engström | カール・タロウ・グリーンフェルド Nelson Greaves | 2022年9月30日  |
| 23        | "神の雷" "God Thunder"                        | Anders Engström | Jennifer Yale Jonathan Tropper                  | 2022年10月7日  |
| 24        | "お前が見える" "I See You"                    | Anders Engström | Jonathan Tropper                                | 2022年10月14日 |

## 製作
2018年1月10日、Appleが本作の製作を発表した。第1シーズンの撮影は、2018年9月17日にカナダのブリティッシュコロンビア州バンクーバーで始まり、2019年2月8日に終了した。
2022年7月1日、シーズン3で終了する事が決定した。全8話からなる同シーズンは、同年8月26日に第1話が配信。その後、毎週1話ずつ新しいエピソードが配信された。最終回は10月14日に配信され、これを以て全3シーズン24話で幕を降ろした。

## 評価

### 批評
第1シーズンは批評集積サイトのRotten Tomatoesに46件のレビューがあり、批評家支持率は43%、平均点は10点満点で4.95点となっている。また、Metacriticには20件のレビューがあり、加重平均値は37/100となっている。